# Sidney Katz
Sidney Katz (* 20. Februar 1918 in Marion County, Indiana; † 18. Juni 2009 in Los Angeles, Kalifornien) war ein US-amerikanischer Filmeditor.

## Leben
Katz begann im Jahr 1952 seine Tätigkeit im Bereich Filmschnitt. Bis einschließlich 1990 war er an mehr als 55 Produktionen beteiligt. Bis 1977 war er vor allem an Kinoproduktionen beteiligt, danach verlagerte sich sein Schwerpunkt überwiegend auf Fernsehfilme. Als Editor betreute er u. a. in den Jahren 1961 bis 1962 die Fernsehserie Preston & Preston (The Defenders). Bei mehreren Filmen arbeitete er mit dem Regisseur Frank Perry zusammen.
1963 wurde Katz mit dem Emmy für seine Arbeit an der Fernsehserie Preston & Preston ausgezeichnet. 1969 sowie 1980 erhielt er jeweils eine Nominierung für diesen Filmpreis. 
2009 ehrten ihn die American Cinema Editors mit dem ACE Career Achievement Award. 
Katz war verheiratet und Vater von sechs Kindern. 

## Filmografie (Auswahl)
- 1956: Stirb wie ein Mann (The Strange One)
- 1958: Der Gangsterkönig von New York (Never Love a Stranger)
- 1961: Twist… dass die Röcke fliegen! (Hey, Let's Twist!)
- 1966: The Beatles at Shea Stadium
- 1968: Der schnellste Weg zum Jenseits (A Lovely Way to Die)
- 1968: Der Schwimmer (The Swimmer)
- 1968: Papierlöwe (Paper Lion)
- 1969: Petting (Last Summer)
- 1970: Tagebuch eines Ehebruchs (Diary of a Mad Housewife)
- 1970: Liebhaber und andere Fremde (Lovers and Other Strangers)
- 1971: Heißer Stoff für Boston (Dealing: Or the Berkeley-to-Boston Forty-Brick Lost-Bag Blues)
- 1972: Ein Draht im Kopf (The Happiness Cage)
- 1972: Spiel dein Spiel (Play It as It Lays)
- 1973: Sommerwünsche – Winterträume (Summer Wishes, Winter Dreams)
- 1974: Der Mann auf der Schaukel (Man on a Swing)
- 1975: Rancho Deluxe
- 1983: Am Ende des Weges (Right of Way)
- 1986: Das Geschäft des Lebens (Seize the Day)
- 1990: Nightmare – Hotel des Grauens (Nightmare on the 13th Floor)